# Базанкур (Оаза)
Базанкур (фр. Bazancourt) насеље је и општина у североисточној Француској у региону Пикардија, у департману Оаза која припада префектури Бове.
По подацима из 2011. године у општини је живело 127 становника, а густина насељености је износила 40,32 становника/km². Општина се простире на површини од 3,15 km². Налази се на средњој надморској висини од 212 метара (максималној 201 m, а минималној 129 m).

## Демографија
| 1962. | 1968. | 1975. | 1982. | 1990. | 1999. | 2011. |
| ----- | ----- | ----- | ----- | ----- | ----- | ----- |
| 108   | 119   | 121   | 119   | 120   | 152   | 127   |

График промене броја становника у току последњих година